# Mill (Land van Cuijk)
Mill ist ein Dorf in der Gemeinde Land van Cuijk im Osten der Provinz Noord-Brabant (Niederlande) nahe Deutschland. Mill ist bekannt für die Schlacht bei Mill. Es hat etwa 6370 Einwohner (Stand: 1. Januar 2024).

## Geschichte
Archäologische Untersuchungen ergaben, dass das Gebiet bereits in prähistorischer Zeit besiedelt war. Aufgrund von Grabfunden aus der Römerzeit mit römischen und einheimischen Grabbeigaben muss westlich des heutigen Dorfkerns in römischer Zeit eine Besiedlung bestanden haben. Danach war das Gebiet der Gemeinde Mill bis etwa um das Jahr 1000 dünn besiedelt. Einige Überreste von Bergbaubetrieben wurden gefunden. Im 11. und 12. Jahrhundert siedelten sich Menschen auf dem westlichen Höhenrücken des Land van Cuijk in der Nähe einiger Bäche an. Auch die Herren von Cuijk müssen in dieser Gegend einige Besitztümer besessen haben. Jedenfalls waren sie eng an der Gründung der Abtei Mariënweerd beteiligt. Mill entwickelte sich im Laufe des 14. Jahrhunderts zu einem eigenständigen Dorf mit eigener Verwaltung und Gerichtsbarkeit. Das Siegel  zeigte das Bild des heiligen Willibrord, des sogenannten  Apostels von Brabant. Dieses Bild ist noch heute im Gemeindewappen zu finden.
Ein wichtiges Ereignis in der jüngeren Geschichte von Mill war die Schlacht von Mill, die am 10. und 11. Mai 1940 stattfand, als die nahe gelegene Peel-Raam-Stellung von deutschen Truppen durchbrochen wurde. Während der Schlacht stellten die deutschen Angreifer der 256. Infanteriedivision drei Regimenter und eine Artilleriebatterie gegen drei Bataillone niederländischer Verteidiger, die von zwölf alten Geschützen unterstützt wurden. Außerdem hatten die Niederländer an der Westseite des Verteidigungskanals eine Kasemattenlinie errichtet. Am frühen Morgen des 10. Mai 1940 – der Krieg war erst 30 Minuten alt – passierte ein deutscher Panzerzug, begleitet von einem Truppenzug mit einem Bataillon Infanterie an Bord, die unvorbereiteten Verteidigungsanlagen und die Truppen wurden an der Haltestelle Zeeland entladen. Damit war die Schlacht von Mill zur Tatsache geworden. Die Deutschen konnten jedoch die holländische Abwehr nicht überraschen, die von hinten angegriffen wurde. Das deutsche Bataillon war isoliert und spielte anschließend während der Schlacht keine bedeutende Rolle mehr. Am Abend des 10. Mai 1940 gab ein schwerer deutscher Luftangriff auf die niederländischen Stellungen den Ton für die weitere Schlacht an. Zwei deutsche Regimenter schafften es schließlich, während längerer Kämpfe im Dunkeln die Verteidigung zu durchbrechen. Lokale Kämpfe nördlich von Mill dauerten bis in die frühen Morgenstunden des 11. Mai. Auf niederländischer Seite wurden nur dreißig Soldaten getötet. Der Blutzoll auf deutscher Seite soll deutlich höher gewesen sin. Etwa hundert deutsche Soldaten wurden getötet, etwa dreimal soviel verwundet. Heute  sind noch einige Kasematten der Verteidigung entlang des Verteidigungskanals sichtbar.

## Kirchengeschichte
Im Jahr 1128 besaß die Norbertinerabtei Mariënweerd in Beesd bereits Güter in der Nähe von Mill, später nahm die Zahl der Besitztümer zu. 1323 erhielt die Abtei das Patronatsrecht von Jan Boc de Meere, dem Herrn von Boxmeer. Die Kirche von Mill hing damals von der Pfarrkirche Boxmeer ab, aber 1326 wurde Mill eine eigenständige Pfarrei. Sie ist seit jeher dem Heiligen Willibrord gewidmet.
Die Gemeinden Wanroij (1559), Sint Hubert (1796) und Wilbertoord (1962) spalten sich wiederum von Mill ab.
Die Kirche von Mill wurde mehrmals zerstört und nach 1648 von den Reformierten übernommen, danach mussten die Katholiken eine Scheunenkirche benutzen. 1820 bekamen sie die Kirche zurück. Sie war jedoch baufällig und wurde abgerissen. Eine neue Kirche wurde gebaut, aber auch sie verfiel und wurde 1879 abgerissen. Der Bau der neuen, heutigen Kirche begann 1877. Sie wurde 1881 geweiht.

## Wirtschaft
Das Unterbehmenb Van Hout begann 1908 als Holzschuhmacher. 1913 wurde ein Sägewerk und 1918 eine Holzwollefabrik eröffnet. Später fanden mehrere Erweiterungen statt. Es wurde am 10. Mai 1940  zerstört und im Dezember  1940 wurde  der Grundstein für das neue Werk gelegt. Das Unternehmen entwickelte sich zu einem beeindruckenden Komplex, in dem Bohlen und Balken sowie Furniere, Holzplatten und Sperrholz hergestellt wurden. Später hieß das Unternehmen Mill Wood. 2003 wurden die Produktionsaktivitäten in Mill eingestellt und in die tropischen Länder und nach Osteuropa verlagert. Geblieben sind einige markante Fabrikgebäude aus rotem Backstein und ein sehr hoher (Ziegel-)Schornstein. Der Rest der Gebäude wurde abgerissen. Auf dem Schornstein steht in großen Lettern „Van Hout“, weshalb er in Mill „De Leugenaar“ (dt.: "Der Lügner") genannt wird.

## Persönlichkeiten
- Henk van Kessel (* 1946), Motorradrennfahrer